# Gurinder Chadha
Gurinder Chadha, née en 1960 au Kenya, est une réalisatrice, scénariste et productrice de cinéma britannique d'origine indienne.

## Biographie
D'abord reporter pour BBC Radio, Gurinder Chadha réalise ensuite plusieurs documentaires pour la BBC, pour lesquels elle a obtenu plusieurs prix. Elle fonde en 1990 sa propre société de production, Umbi Films. 
Passée à la réalisation de fiction en 1993, c'est avec Joue-la comme Beckham qu'elle obtient le succès et une renommée internationale en 2002.
Lors du Festival du cinéma américain de Deauville 2019, son film Music of my Life est présenté en première française.
Elle a pour projet de réaliser un remake de L'Argent (1983) avec la chanteuse Anne-Marie.

## Filmographie
- 1992 : Acting Our Age (court métrage)
- 1993 : Bhaji, une balade à Blackpool (Bhaji on the Beach)
- 1994 : A Nice Arrangement (court métrage)
- 1994 : What Do You Call an Indian Woman Who's Funny (court métrage documentaire)
- 2000 : What's Cooking?
- 2002 : Joue-la comme Beckham (Bend It Like Beckham)
- 2004 : Coup de foudre à Bollywood (Bride & Prejudice)
- 2006 : Paris, je t'aime (segment 5e arrondissement)
- 2008 : Le Journal intime de Georgia Nicolson (Angus, Thongs and Perfect Snogging)
- 2010 : It's a Wonderful Afterlife
- 2017 : Le Dernier Vice-Roi des Indes (Viceroy's House)
- 2019 : Music of My Life (Blinded by the Light)
- 2025 : Christmas Karma
- en pré-production : Pashmina